# Ci rivediamo lassù
Ci rivediamo lassù (Au revoir là-haut) è un film del 2017 diretto da Albert Dupontel.

## Trama
Marocco, 1920. Alla stazione di polizia francese, il contabile Albert Maillard si sta costituendo all’agente, che lo pone sotto interrogatorio dato il suo coinvolgimento nello scandalo occorso in Francia nel ‘19 per la truffa dei monumenti di guerra. Albert racconta all’agente come è nato il tutto. Il racconto si sposta dunque il 9 novembre del 1918, due giorni prima dell’armistizio che avrebbe posto fine ai combattimenti sul fronte occidentale. Sulla Côte 113, un reparto francese attende il concludersi del conflitto, come fanno le controparti tedesche. Un cane portaordini arriva nella trincea, e il messaggio che porta viene preso dal sergente e consegnato al tenente Pràdelle. L’ordine è di attendere l’armistizio, e di non eseguire alcun tipo di azione sul fronte, ma Pràdelle ignora il messaggio, e ordina al sergente di scegliere due uomini per una missione di ricognizione nella terra di nessuno, anche se in pieno giorno. Viene scelto un veterano e una recluta appena arrivati. Dopo poco, però, si sentono degli spari: i due sono morti. Per risposta, i cannoni da 75 francesi nelle retrovie ordiscono uno sbarramento, susseguito da un bombardamento tedesco da parte dei cannoni da 96. In seguito, il reparto corre all’attacco. Albert corre verso la linea tedesca, ma viene stordito. Albert quindi retrocede, e vede i cadaveri dei ricognitori. Nota che sono stati colpiti alle spalle, e, girandosi, vede Pràdelle che lo punta. I primi due colpi sfiorano l’elmetto di Albert, che scappa, rifugiandosi in un cratere, col fucile pronto. Giunge Pràdelle, ma una bomba casca nel cratere dove stava Albert. Dentro il cratere, Albert, finendo l’aria, sopravvive grazie all’ossigeno di una carcassa di cavallo. Dal cratere, si scorge una luce. Edouard, amico di Albert, tira fuori il secondo dal cratere, e lo salva. Subito dopo, una bomba colpisce Edouard, che cade a terra inconscio e col viso distrutto. Albert chiama soccorso. Il film prosegue nel marzo 1919. La guerra è finita da cinque mesi, ma Albert rimane nelle retrovie per badare ad Edouard, ricoverato dopo il danno irreparabile dell’azione del 9 novembre, che gli è costato la bocca e il mento. Albert chiede alla dottoressa suora la somministrazione di morfina, ma ella la nega. In seguito, Albert ruba la morfina, e la somministra ad Edouard. Egli dorme, e ricorda la sua infanzia. Da bambino, vediamo che aveva da sempre un talento artistico che la madre riconosceva. Con la morte della madre, però, rimane da solo con la sorella e col padre, ricco proprietario d’industria. Nel 1914, Edouard parte per il fronte. Quando si sveglia, chiede ad Albert uno specchio mimando con le dita. Edouard prende un vassoio, toglie il bavaglio che gli copre il viso deformato e vede che ha perso bocca e mento. Addolorato, chiede ad Albert di venire ucciso nei registri. Albert quindi, intrufolandosi nei registri, procura ad Edouard l’identità di un soldato caduto: Eugène La Rivvière. Con la sua falsa identità, Edouard ha l’occasione di recarsi a Parigi per una protesi. Intanto, Albert parte per la stazione ferroviaria per partire, ma ha problemi con i documenti. In seguito, Pràdelle viene da lui e lo scorta alla sorella di Edouard, che vorrebbe raccogliersi sulla tomba del fratello. Albert parte quindi al cimitero militare per trovare una tomba senza nome, e dire che è di Edouard. La sorella, però, si spinge oltre: vuole vedere il cadavere. Albert quindi scava nella fossa, ma scopre che il corpo è di un tirailleur senegalese. Pràdelle, alla fine, convince Madèleine, sorella di Edouard, a non vedere il cadavere. Nel novembre del 1919, un anno dopo la fine della guerra, Albert trova una casa nella periferia parigina, dove sistema anche Edouard. Sorge però un problema: Edouard, infatti, ha bisogno di morfina, e Albert è costretto a rubarla dai veterani e dagli spacciatori. Intanto, Pràdelle apre un’attività finanziaria che consiste nella vendita di tombe dei caduti di guerra. Al cimitero di Lampierre, il comune lo convoca a un incontro per regolare i conti con egli. Gli operai di Pràdelle, infatti, sono indocinesi, e non sanno leggere il francese. Il loro analfabetismo ha causato lo scambio d’identità d’un morto. Tuttavia, Pràdelle insiste perché l’affare rimanga tra di loro.